# أكل عيش (كتاب)
كتاب أكل عيش هو كتاب من تأليف الدكتور مصطفى محمود يتحدث فيه عن ملخص لقصصه السبع، وشخصياته المتعدد، والتي تبدو شخصا واحدة من نسج بيئة الخمسينيات، ذو أوجه متعددة. تجتمع الشخصيات على اختلافها على تلك النظرة الرافضة الناقمة على حياتها، ومتطلعة إلى حياة أفضل بعيد عن مجرد الاستمرار كما يسمية الكاتب.

## عن الكتاب
صدر كتاب أكل عيش للدكتور مصطفى محمود لأول مرة عام 1954 عن دار المعارف بالقاهرة، ثُم أعيد إصدار الكتاب لاحقا عن دار أخبار اليوم. وفي عام 2024، صدرت طبعة جديدة من الكتاب عن مكتبة ديوان. استخدم المؤلف في هذا الكتاب مزيجا من العربية الفصحى واللهجة العامية المصرية.

## محتوى الكتاب
يتضمن الكتاب مجموعة قصصية مكونة من سبع قصص قصيرة معنونة بالعناوين التالية:
- سفريات
- اللي يكسب
- صانعو الأفراح
- حلاوة السكر
- انفعال
- روبابيكيا
- أم سيد

### سفريات
يبدأ الكتاب بهذه القصة القصيرة المعنونة بعنوان «سفريات»، والتي تدور أحداثها داخل سيارة أجرة تنطلق من القاهرة إلى مدينة طنطا، ويستقلها بطل القصة الذي وصله تلغراف من أحد أقربائه يخبره بإقدام حبيبته على الانتحار بسبب رفض عائلتها زواجها منه. وما بين خواطر البطل ونفسه القلقة الغاضبة من فعل حبيبته، وحواراته العابرة مع الركاب الآخرين وما يكابده ركاب السيارة وسائفها على الطريق تمضي أحداث القصة. 

### اللي يكسب
تدور أحداث القصة حول الطبيب ألفونس فانوس الذي يعتزم بعد تخرجه من الجامعة أن ينشئ عيادة له لا طمعا في ربح المال وإنما ليكرس حياته للعلم وخدمة المرضى ويكتفي بالدخل القليل الذي يسد احتياجاته الأساسية فقط. ويظل الطبيب يكافح من أجل مبادئه تلك على مدى عدة سنوات قبل أن تتكشف له حقيقة واقعه المر ويستسلم لهذا الواقع. 

### صانعو الأفراح
في القصة القصيرة الثالثة يتناول الكاتب، كما يوحي العنوان، حياة الراقصات وعازفي الموسيقى في الأفراح الشعبية، وما يحيط بحياتهم من بؤس عميق تعذبهم نظرة الناس وأحكام المجتمع تجاههم بينما هم منخرطون في الشقاء والركض خلف لقمة العيش ولا يملكون تبديل أحوالهم. 

### حلاوة بالسكر
في هذه القصة القصيرة يرسم الكاتب من خلال خواطر أحد الأطباء صورا لبعض النماذج الإنسانية البسيطة المفعمة بالحب والحنان، والتي تُشبه حلوى السكر وسط متاعب الحياة ورتابتها.  

### انفعال
يستقل بطل هذه القصة القصيرة الذي يخنقه الملل والروتين القطار متجها إلى مركز شبين الكوم، وخلال هذه الرحلة يقابل فتاة مجهولة تأسره عيونها الشفافة كالزجاج إلى حد السُكر، ثم يلتقي بصديقه التاجر وهو على هذه الحال فيدور بينهما حوار مازح يغرق على إثره في خواطره.  

### روبابيكيا
يغوص بطل هذه القصة في زحام القاهرة متأملا مزابلها السبع وهستيريا الراكضين وراء الرزق وكسب المال من جيوب بعضهم البعض حتى وإن كان بالتحايل والخداع.  

### أم سيد
تستقل أم سيد التي تجاوزت عامها الثمانين قطار الدلتا إلى القاهرة حاملة سلة مملوءة بالكعك لزيارة أحد أحفادها الذي أصبح يشغل منصبا مرموقا، ولكنها تعود إلى بلدتها محملة بالخيبة والخذلان.    

## أراء حول الكتاب
يقول الناقد جلال العشري عن الكتاب:  
«أما أن الإنسان يعلو على الإنسان بالبحث عن المعنى، فهو ما تمثله مجموعة (أكل عيش)...، فالإنسان الذي تقتصر حياته على أكل العيش، وعلى مجرد إشباغ رغباته البيولوجية، فهو مرفوض عند مصطفى محمود لأنه لم يبدأ الحياة بعد، أو لأنه ولد ميتا وأصبح كل شيء فيه مدفونا، فهو يقف وسط الأحياء كشاهد مقبرة يدل على مكان المأساة. إنه لا يزيد كثيرا عن (أم سيد) التي ماتت أمها ومات أبوها ومات زوجها ومات أهلها ومات أولادها وبقيت هي كإطار فارغ نُزعت أحشاؤه، وكأن الإنسان اللاإنساني الذي تقتصر حياته على الأكل والشرب أشبه بأم سيد التي تحيا مع إيقاف التنفيذ لا تنتمي إلى أحد ولا ينتمي إليها أحد.»  

## مقتطفات من الكتاب
- “أريد لحظة انفعال...لحظة حب...لحظة دهشة..لحظة اكتشاف...لحظة معرفة...أريد لحظة تجعل لحياتى معنى..إن حياتى من أجل أكل العيش لا معنى لها لأنها مجرد إستمرار ”[6]
- “لقد انتحرت زى زى لانها تحبنى، ، ولأن اهلها يرفضون زواجنا، ، فكيف يكون هذا حبا، ، كيف تحبنى وقد فشلت في حب نفسها، ، لا..لا هذا مستحيل”
- “كل منا يشبه نعشا يدب على ساقيه... كل منا يحمل يحمل جثته على كتفيه”
- “إن الفضائل نسيج حي يتطور باستمرار، ويتعفن إذا حفظ، والفضائل المجففة، وفضائل العلب لا تصلح لأمعائنا الحديثة...و هذا هو الوقت الذي نراجع فيه فضائلنا”

## وصلات خارجية
- فيديو حلقات الدكتور مصطفى محمود.
- مدونة الدكتور مصطفى محمود.
- «كان نائماً في سكينة تامة لم يستيقظ منها»: ابنة مصطفى محمود ل ـ«العربية. نت»: العالم الكبير رحل في هدوء، العربية نت، 31 أكتوبر 2009.
- صفحة مصطفى محمود على موقع أبجد
- صفحة اقتباسات مصطفى محمود على موقع أبجد
- صفحة باسم الدكتور رائعة على الفيس بوك
- الفيلم الوثائقي العالم والايمان على اليوتيوب
- محمود تحميل كتب الدكتور مصطفى محمود كاملة pdf